# Condenados (pel·lícula de 1953)
Condenados és una pel·lícula espanyola de 1953 dirigida per Manuel Mur Oti i escrita per José Suárez Carreño i Mur Oti a partir d'una obra teatral de José Suárez Carreño del mateix títol que va obtenir el premi Lope de Vega, 1951. Un drama rural de tints calderonianos i gairebé lorquians, on afronten els valors d'honor i honra. Es va rodar al poble castellà de Medina de Rioseco. Els protagonistes principals de la pel·lícula són Aurora Bautista, José Suárez i Carlos Lemos acompanyats de Félix Fernández, Anibal Vela i Eugenio Domingo

## Sinopsi
En un poble manxec una dona treballa la terra amb l'ajuda d'un jove foraster. El seu marit està absent, a la presó per un crim que va cometre en un atac de gelosia. Tot segueix el seu curs fins que el marit recobra la llibertat, i amb ell tornen els fantasmes de la gelosia, desencadenant la tragèdia.

## Repartiment
- Aurora Bautista - Aurelia
- Carlos Lemos - José
- José Suárez - Juan
- Félix Fernández - Taverner
- Aníbal Vela

## Premios
Manuel Berenguer va rebre la medalla del Cercle d'Escriptors Cinematogràfics a la millor fotografia en l'edició de 1953.
La pel·lícula va aconseguir un premi econòmic de 100.000 ptes, als premis del Sindicat Nacional de l'Espectacle de 1953.